# Хіґасі-Кусіра

Хіґасі-Кусіра (яп. 東串良町, ひがしくしらちょう, хіґасі-кусіра тьо) — містечко в Японії, у південно-східній частині префектури Каґосіма.